# Marcin Poręba
Marcin Poręba (ur. w 1967 w Krakowie) – filozof, historyk filozofii, tłumacz, profesor nadzwyczajny Uniwersytetu Warszawskiego.

## Życiorys
Studiował filozofię na Uniwersytecie Warszawskim w latach 1985–1989, od 1989 pracownik Zakładu Historii Filozofii Nowożytnej Instytutu Filozofii UW, w 1997 obronił doktorat pt. „Transcendentalna teoria świadomości. Próba rekonstrukcji semantycznej” u Marka Siemka, w 2009 r. stopień doktora habilitowanego, a w 2012 został mianowany profesorem nadzwyczajnym UW. 6 kwietnia 2021 Prezydent Rzeczypospolitej Polskiej nadał Marcinowi Porębie tytuł profesora nauk humanistycznych. Jest też członkiem Pracowni Filozoficznych Podstaw Komunikacji przy Instytucie Filozofii UW.
Zajmuje się klasyczną filozofią niemiecką (w szczególności filozofią Kanta) oraz filozofią analityczną (m.in. pragmatyzmem i filozofią umysłu), łącząc w swoich pracach style myślenia dwóch różnych tradycji filozoficznych: analitycznej i kontynentalnej. Autor licznych przekładów z języka niemieckiego (m.in. Hegel, Freud, Wittgenstein) oraz angielskiego. W 2013 r. został laureatem konkursu zorganizowanego przez Fundację na Rzecz Myślenia im. Barbary Skargi za esej pt. „Granice względności. Opis metafizyczny”.

## Książki
- Transcendentalna teoria świadomości. Próba rekonstrukcji semantycznej, Aletheia, Warszawa 1999.
- Możliwość rozumu. Ćwiczenia z metafizyki, Aletheia, Warszawa 2008.
- Granice względności. Opis metafizyczny, PWN, Warszawa 2014.
- Co to jest rzeczywistość? Fundacja na rzecz myślenia im. Barbary Skargi, Warszawa 2014.
- Wolność i metafizyka. Eseje z filozofii pierwszej, PWN, Warszawa 2017.
- Między metafizyką a fenomenologią. W stronę Jacka Migasińskiego (pod red. Marcina Poręby i Bartosza Działoszyńskiego), Wydawnictwa Uniwersytetu Warszawskiego, Warszawa 2018.

## Przekłady książek
- (wspólnie z J. Propiukiem) S. Freud, Totem i tabu, KR, Warszawa 1993.
- (wspólnie z A. Ochockim) G. W. F. Hegel, O naukowych sposobach rozważania prawa naturalnego, jego miejscu w filozofii praktycznej oraz stosunku do pozytywnych nauk o prawie, w: tegoż, Ustrój Niemiec i inne pisma polityczne, Spacja, Warszawa 1994.
- (wspólnie z R. Reszkem i A. Ochockim) Sigmund Freud, Dzieła, t. 4: Pisma społeczne. Wydawnictwo KR, Warszawa 1998.
- J. Wehler, Zarys racjonalnego obrazu świata, Oficyna Naukowa, Warszawa 1998.
- L. Wittgenstein, Dzienniki 1914-1916, Spacja, Warszawa 1999.
- (wspólnie z C. Cieślińskim) R. E. Goodin, P. Pettit (red.), Przewodnik po współczesnej filozofii politycznej, KiW, Warszawa 1999.
- L. Wittgenstein, Uwagi o podstawach matematyki, Wydawnictwo KR, Warszawa 2000.
- H. Krämer, Etyka integralna, Rolewski, Nowa Wieś 2004.
- (wspólnie z T. Ciecierskim, M. Salą i B. Stanosz), R. Carnap, Pisma semantyczne, Aletheia, Warszawa 2007.